# Aptesis chosensis
Aptesis chosensis là một loài tò vò trong họ Ichneumonidae.